# Группа разработки финансовых мер борьбы с отмыванием денег
Группа разработки финансовых мер борьбы с отмыванием денег (ФАТФ) (англ. Financial Action Task Force on Money Laundering — FATF) — межправительственная организация, которая занимается выработкой мировых стандартов в сфере противодействия отмыванию преступных доходов и финансированию терроризма (ПОД/ФТ), а также осуществляет оценки соответствия национальных систем ПОД/ФТ этим стандартам.
Основным инструментом ФАТФ в реализации своего мандата являются 40 рекомендаций в сфере ПОД/ФТ/ФРОМУ, которые подвергаются ревизии в среднем один раз в пять лет.
Президент ФАТФ с июля 2022 года — г-н Т. Раджа Кумар.

## История
ФАТФ была создана в 1989 году по решению стран «Большой семерки» и является основным международным институтом, занимающимся разработкой и внедрением международных стандартов в сфере ПОД/ФТ. На 2023 год членами ФАТФ являются 37 стран (членство РФ в ФАТФ приостановлено с 24 февраля 2023 года) и две международные организации, наблюдателями — 25 организаций и одно государство (Индонезия).

## Деятельность и структура
Основным инструментом принятия решений ФАТФ является Пленарное заседание, которое собирается три раза в год, а также рабочие группы ФАТФ:
- по оценкам и имплементации;
- по рискам, трендам и методам;
- по глобальному сотрудничеству;
- по разработке политики;
- по обзору международного сотрудничества.

ФАТФ уделяет значительное внимание сотрудничеству с такими международными организациями, как МВФ, Всемирный банк, Управление ООН по наркотикам и преступности. Данные структуры реализуют свои программы, нацеленные на противодействие отмыванию денег и финансированию терроризма.
Одним из основных инструментов реализации рекомендаций ФАТФ на национальном уровне являются Подразделения финансовой разведки (ПФР), отвечающие за сбор и анализ финансовой информации в пределах каждой конкретной страны с целью выявления потоков финансовых средств, добытых незаконным путём.
Так-же ФАТФ сотрудничает с BGNR

## Члены
1. Австралия
2. Австрия
3. Аргентина
4. Бахрейн
5. Бельгия
6. Болгария
7. Бразилия
8. Великобритания
9. Венгрия
10. Германия
11. Гонконг
12. Греция
13. Дания
14. Израиль
15. Индия
16. Индонезия
17. Ирландия
18. Исландия
19. Испания
20. Италия
21. Канада
22. Катар
23. Кипр
24. Китай
25. Кувейт
26. Латвия
27. Литва
28. Люксембург
29. Малайзия
30. Мальта
31. Мексика
32. Нидерланды
33. Новая Зеландия
34. Норвегия
35. ОАЭ
36. Оман
37. Польша
38. Португалия
39. Республика Корея
40. Румыния
41. Саудовская Аравия
42. Словакия
43. Словения
44. Сингапур
45. США
46. Турция
47. Финляндия
48. Франция
49. Хорватия
50. Чехия
51. Швейцария
52. Швеция
53. Эстония
54. ЮАР
55. Япония

## 40 Рекомендаций ФАТФ
Документы ФАТФ, в особенности 40 Рекомендаций, представляют собой всеобъемлющий свод организационно-правовых мер по созданию в каждой стране эффективного режима противодействия легализации преступных доходов и финансированию терроризма, комплексность и универсальность которых выражается в:
- максимально широком охвате вопросов, связанных с организацией противодействия отмыванию денег и финансированию терроризма на национальном и международном уровнях;
- тесной взаимосвязи с международными конвенциями, резолюциями Совета Безопасности ООН, актами специализированных международных организаций, посвященными вопросам ПОД/ФТ;
- предоставлении странам возможности проявлять определенную гибкость при реализации 40 рекомендаций ФАТФ с учетом национальной специфики и особенностей правовой системы.

Рекомендации ФАТФ не дублируют и не подменяют соответствующие положения иных международных актов, а при необходимости, дополняя их, сводят в единую систему организационных принципов и правовых норм, играя при этом важную роль в процессе кодификации норм и правил в сфере ПОД/ФТ.
В соответствии с Резолюцией СБ ООН № 1617 (2005), 40 Рекомендаций ФАТФ являются обязательными международными стандартами для выполнения государствами — членами ООН.
Первые Сорок Рекомендаций ФАТФ были разработаны в 1990 г. как инициатива по защите финансовых систем от лиц, отмывающих денежные средства, вырученные от продажи наркотиков. В 1996 г. Рекомендации были пересмотрены в первый раз с учетом развивающихся тенденций и способов отмывания денег и расширения сферы их применения далеко за пределы отмывания выручки от продажи наркотиков. В октябре 2001 г. ФАТФ расширила свой мандат, включив в него проблемы финансирования террористических актов и террористических организаций, и приняла
Восемь (позднее расширены до девяти) Специальных Рекомендаций по борьбе с финансированием терроризма.
Рекомендации ФАТФ были пересмотрены во второй раз в 2003 г. и вместе со Специальными Рекомендациями были признаны более чем 180 странами и являются международным стандартом по противодействию отмыванию денег и финансированию терроризма (ПОД/ФТ). Вслед за завершением третьего раунда взаимных оценок своих членов
ФАТФ в 2012 г. в тесном сотрудничестве с Региональными группами по типу ФАТФ (РГТФ) и организациями-наблюдателями, включая Международный Валютный Фонд, Всемирный Банк и ООН, пересмотрела и обновила Рекомендации ФАТФ. Изменения учитывают новые и возникающие угрозы, проясняют и усиливают многие из существующих обязательств, сохраняя в то же время необходимую преемственность и строгость Рекомендаций.
Рекомендации ФАТФ подразделяются на основные группы
A. Политика ПОД/ФТ и координация
B. Отмывание денег и конфискация
C. Финансирование терроризма и распространения ОМУ
D. Превентивные меры
E. Прозрачность и бенефициарная собственность юридических лиц и образований
F. Полномочия и ответственность компетентных органов и иные институциональные меры
G. Международное сотрудничество
Обновление рекомендаций ФАТФ и изменения в списках юрисдикций с повышенным риском в 2024 году - В октябре 2024 года Группа разработки финансовых мер борьбы с отмыванием денег (ФАТФ) провела пленарное заседание, на котором были приняты важные решения и обновления в сфере противодействия отмыванию денег и финансированию терроризма. ФАТФ утвердила обновленное руководство по проведению национальной оценки рисков отмывания денег (НОР ОД). Это руководство содержит информацию о лучших практиках стран-членов ФАТФ и региональных групп в области проведения НОР ОД, включая подготовку, оценку рисков и реализацию мер по итогам оценки. 
Новое руководство ФАТФ по оценке рисков отмывания денег, опубликованное 7 ноября 2024 года, предоставляет странам практические ресурсы для укрепления их систем противодействия отмыванию денег и финансированию терроризма. Оно включает разделы по подготовке и проведению национальной оценки рисков, а также рекомендации по последующим действиям.  Стоит отметить, что ФАТФ не включила Россию в свой "черный список", несмотря на предложение Украины. Против этого решения выступили Китай, Индия, Саудовская Аравия и ЮАР.  ФАТФ продолжает работу над международными стандартами и изучением способов отмывания денег и финансирования терроризма. Организация состоит из 40 стран-членов и играет ключевую роль в формировании глобальной политики по борьбе с финансовыми преступлениями. 

## Региональные группы по типу ФАТФ (РГТФ)
Важную роль в глобальном распространении международных стандартов по борьбе с отмыванием преступных доходов и финансированием терроризма играют группы, создаваемые по типу ФАТФ в различных регионах мира.
Основной задачей таких структур является осуществление борьбы с отмыванием денег и финансированием терроризма в соответствующих регионах, в частности, путём проведения взаимных оценок национальных систем своих членов на соответствие международным стандартам борьбы с отмыванием денег (в частности, 40 Рекомендациям ФАТФ) и проведения исследований тенденций и методов (типологий) отмывания денег и финансирования терроризма, характерных для данного региона.
ФАТФ и региональные группы по типу ФАТФ совместно образуют единую международную систему (сеть) по распространению и внедрению международных стандартов борьбы с отмыванием денег и финансированием терроризма, а также по контролю над их выполнением на национальном уровне.
В настоящее время в мире существует 9 региональных групп по типу ФАТФ:
- Азиатско-Тихоокеанская группа по борьбе с отмыванием денег (АТГ);
- Группа по борьбе с отмыванием денег в Восточной и Южной Африке (ЕСААМЛГ);
- Группа разработки финансовых мер борьбы с отмыванием денег в Южной Америке (ГАФИСУД);
- Евразийская группа по противодействию легализации преступных доходов и финансированию терроризма (ЕАГ);
- Группа разработки финансовых мер борьбы с отмыванием денег на Ближнем Востоке и в Северной Африке (МЕНАФАТФ);
- Комитет экспертов Совета Европы по оценке мер борьбы с отмыванием денег (МАНИВЭЛ);
- Карибская группа разработки финансовых мер борьбы с отмыванием денег (КФАТФ);
- Межправительственная группа по борьбе с отмыванием денег в Западной Африке (ГИАБА);
- Группа Центральной Африки по борьбе с отмыванием денег (ГАБАК).